# Herbert Manz
Herbert Manz (* 6. Februar 1931 in Berlin; † 2010) war ein deutscher Schauspieler und Hörspielsprecher.

## Leben
Herbert Manz gehörte 1951 zu den ersten Studenten der neu gegründeten Staatlichen Schauspielschule Berlin. Nach seinem erfolgreichen Abschluss hatte er feste Engagements in Dessau, Cottbus, Berlin, Rostock und Potsdam. Neben seinen Theaterarbeiten war er auch für den Film und das Fernsehen vor der Kamera tätig. Für den Rundfunk wirkte er als Hörspielsprecher und es gibt Schallplattenaufnahmen des DDR-Plattenlabels Litera, in denen er in Mitschnitten von kompletten Theaterstücken zu hören ist.

## Filmografie
- 1956: Thomas Müntzer – Ein Film deutscher Geschichte
- 1957: Gejagt bis zum Morgen
- 1961: Der Fall Gleiwitz
- 1968: Blaulicht: Leichenfund im Jagen 14 (Fernsehserie)
- 1970: Unterwegs zu Lenin
- 1971: Optimistische Tragödie (Fernsehfilm)
- 1980: Unser Mann ist König (Fernsehserie, 1 Episode)
- 1983: Spuk im Hochhaus (Fernsehserie, 2 Episoden)
- 1983: Märkische Chronik (Fernsehserie, 2 Episoden)
- 1983: Zille und ick
- 1984: Der Lude
- 1985: Sachsens Glanz und Preußens Gloria (Fernsehserie, 2 Episoden)
- 1987: Spuk von draußen (Fernsehserie, 1 Episode)
- 1988: Polizeiruf 110: Eine unruhige Nacht (Fernsehreihe)
- 1990: Polizeiruf 110: Tod durch elektrischen Strom
- 2001: Balko (Fernsehserie, 1 Episode)

## Theater
- 1955: Johann Nestroy: Der böse Geist Lumpazivagabundus oder Das liederliche Kleeblatt – Regie: Heino Kurz (Landestheater Dessau)
- 1960: Carlo Goldoni: Der Lügner – Regie: Peter Leder (Theater der Stadt Cottbus)
- 1961: William Shakespeare: Was ihr wollt – Regie: Klaus-Martin Boestel (Theater der Stadt Cottbus)
- 1965: Bertolt Brecht/Kurt Weill: Die Dreigroschenoper – Regie: Erich Engel (Berliner Ensemble)
- 1966: Bertolt Brecht: Die Tage der Commune (Rastoul) – Regie: Manfred Wekwerth/Joachim Tenschert (Berliner Ensemble)
- 1975: Sławomir Mrożek: Tango (Stomil) – Regie: Józef Gruda (Volkstheater Rostock)
- 1976: Siegfried Pitschmann: Blaue Trambahnen – Regie: Siegfried Böttger (Volkstheater Rostock)
- 1975: Tadeusz Różewicz: Die Laokoongruppe  – Regie: Zbigniew Bogdanski (Volkstheater Rostock)
- 1978: Friedrich Schiller: Maria Stuart (Shrewsbury) – Regie: Günter Rüger (Hans Otto Theater Potsdam)
- 1980: Peter Hacks: Moritz Tassow (Schelle) – Regie: Reinhard Hellmann/Max K. Hoffmann  (Hans Otto Theater Potsdam)
- 1980: Tadeusz Różewicz: Der Hungerkünstler geht (Wächter) – Regie: Rolf Winkelgrund (Hans Otto Theater Potsdam)
- 1999: Carlo Goldoni: Der Diener zweier Herren (Pantalone) – Regie: Daniel Tharau (Theater Z in der  Franziskaner-Klosterkirche Berlin)
- 2005: Bertolt Brecht: Der aufhaltsame Aufstieg des Arturo Ui – Regie: Peter Kupke (Euro-Studio Landgraf Titisee-Neustadt)

## Hörspiele
- 1979: Peter Gauglitz: Der Bart ist ab (Onkel Willi) – Regie: Ingo Langberg (Kriminalhörspiel – Rundfunk der DDR)